# Apartment 1303
Apartment 1303 (1303号室), és una pel·lícula de Terror Japonès del 2007, dirigida per Ataru Oikawa. La història es basa en la novel·la de l'autor japonès; Kei Oishi. La pel·lícula narra una història moderna de fantasmes que converteix una relació d'amor – odi entre mare i filla en un conte de terror.

## Argument
En aquesta història de fantasmes, una dona investiga una sèrie de suïcidis en un apartament en particular. Sayaka està celebrant amb els seus amics la inauguració del seu nou apartament en el pis 13 d'un gratacels, quan inesperadament surt al balcó i salta en un acte de suïcidi. La mare de Sayaka es torna boja, mentre que Mariko, la germana gran de Sayaka, decideix investigar la mort de la seva germana petita. Mariko descobreix aviat que hi ha una història de moltes dones joves les quals es van suïcidar quan van anar a viure a l'apartament 1303. A mesura que investiga més, es troba amb un diari que revela els orígens de la maledicció possible: la destinació de Yukiyo i la seva mare, primeres inquilines de l'habitatge. Mariko haurà de descobrir aquesta força macabra abans que sigui massa tard.

## Producció
La Pel·lícula es va començar a rodar a meitats del 2006, i es va acabar al desembre del mateix any. Va ser rodada a la ciutat del Japó, en Hamamatsu en Shizuoka.

### Llançament
La pel·lícula es va estrenar el 8 de febrer del 2007, formant part de l'European Film Market en Germany.

## Repartiment
- Noriko Nakagoshi com Mariko
- Arata Furuta com Detectiu Sakurai
- Eriko Hatsune
- Yuka Itaya
- Naoko Otani
- Aki Fukada
- Toshinobu Matsuo

## Remake
Una nova versió de la pel·lícula, una coproducció nord-americana – canadenca, estava a punt de ser estrenada el 2011. Aquest remake havia de ser escrit, dirigit i co-produït pel cineasta suec Daniel Fridell, però, finalment, la pel·lícula va ser dirigida i co-escrita per Michael Taverna, qui també va ser co-productor junt amb Cindy Nelson-Mullen. Ken Oishi també va ser acreditat com a escriptor. Mischa Barton i Rebecca De Mornay haurien estat triades pels papers principals.
La nova versió d'Apartament 1303 es va estrenar el desembre de 2012 i a inicis del 2013 es va llençar a nivell internacional, amb data oficial d'estrena als Estats Units el 25 juliol 2013.